# Eleccions legislatives malteses de 2003
Les Eleccions legislatives malteses de 2003 es van celebrar el 12 d'abril de 2003. El Partit Nacionalista, liderat pel primer ministre Lawrence Gonzi, guanyà les eleccions amb un programa a favor de la integració en la Unió Europea
Resum dels resultats electorals de 12 d'abril de 2003 a la Cambra de Diputats de Malta
| Partits | Partits                                          | Vots    | %     | Escons | +/- |
| ------- | ------------------------------------------------ | ------- | ----- | ------ | --- |
|         | Partit Nacionalista Partit Nazzjonalista         | 146.172 | 51,8  | 35     | -   |
|         | Partit Laborista Partit Laburista                | 134.100 | 48,0  | 30     | -   |
|         | Alternativa Democràtica Alternattiva Demokratika | 1.929   | 0,7   | -      | -   |
|         | Total (participació 96,2%)                       | 282.196 | 100.0 | 65     |     |